# Moura AC
Der Moura Atlético Clube ist ein portugiesischer Sportverein aus Moura, der insbesondere für seine Fußballmannschaft bekannt ist.

## Geschichte und Hintergrund
Moura AC wurde am 17. Januar 1942 gegründet. Nachdem der Klub lange Jahre im regionalen Bereich reüssiert hatte, schwankte er ab den 1970er Jahren zwischen der Terceira Divisão als unterstem nationalen Ligawettbewerb und der Regionalmeisterschaft. Nach dem Aufstieg 1985 hielt sich der Klub längerfristig in der dritten Spielklasse, ehe er nach der Gründung der Segunda Divisão de Honra als neuer zweithöchster Spielklasse 1990 als Teilnehmer der Terceira Divisão in die Viertklassigkeit zurückgestuft wurde. 1994 stieg die Mannschaft erneut in den regionalen Ligabetrieb ab.
Zwischen 2003 und 2005 spielte der Moura AC erneut in der viertklassigen Terceira Divisão, in die er 2009 erneut zurückkehrte. 2011 stieg der Klub als Vizemeister der Aufstiegsrunde hinter Estrela Vendas Novas in die drittklassige Segunda Divisão auf. Dort belegte der Aufsteiger am Ende der Spielzeit 2011/12 zusammen mit Juventude Évora, GDR Monsanto, Atlético SC Reguengos und Caldas SC einen Abstiegsplatz, konnte sich aber im folgenden Jahr als einer den besten Tabellendritten hinter União de Montemor und CF Esperança Lagos für die im Zuge einer Ligareform neu geschaffene Campeonato Nacional de Seniores als neuer dritthöchster Spielklasse qualifizieren. Dort etablierte sich der Klub in der Folge, ehe er 2019 neben CF Vasco da Gama, SC Angrense, FC Ferreiras und Redondense FC den Gang in den regionalen Ligabereich antreten musste. Nach dem direkten Wiederaufstieg blieb der Klub in seiner Staffel in der Spielzeit 2020/21 ohne Saisonsieg und beendete die Saison mit vier Punkten als Schlusslicht neben dem vorzeitig aus dem Spielbetrieb ausgestiegenen CF Os Armacenenses. 2024 kehrte der Klub ins Campeonato de Portugal zurück, die nach der zwischenzeitlichen Einführung der Liga 3 nur noch die vierthöchste Ligastufe ist.
Moura AC trägt seine Heimspiele im Estádio do Moura Atlético Clube aus, in dem rund um einen Kunstrasenplatz 3000 Zuschauer Platz finden.